# Dombrot-sur-Vair
Dombrot-sur-Vair é uma comuna francesa na região administrativa de Grande Leste, no departamento de Vosges. Estende-se por uma área de 9,04 km². Em 2010 a comuna tinha 244 habitantes (densidade: 27 hab./km²).